# Take the Heat off Me
Albums de Boney M.
Love for Sale
(1977)
Singles
1. Baby Do You Wanna Bump Part I
Sortie : 1975 en Allemagne
2. Daddy Cool
Sortie : 1976
3. Sunny
Sortie : 1976
4. Take the Heat off Me
Sortie : 1976 en Allemagne
5. Got A Man On My Mind
Sortie : 1976 en Allemagne

Take the Heat off Me est le titre du premier album du groupe Boney M. sorti au cours de l'année 1976.

## Histoire
Le producteur Frank Farian sort au cours de l'année 1975 un single intitulé Baby do you wanna bump. Devant le succès et pour faire face à la demande, il décide de monter un groupe afin d'assurer la promotion de la chanson dans les discothèques et sur les plateaux de télévision. L'album connaîtra un beau succès et le groupe « cartonnera » à travers l'Europe avec les deux singles qui en seront extraits : Daddy Cool et Sunny.
La chanson donnant son titre à l'album est une adaptation d'un succès que l'Italienne Marcella Bella avait obtenu en 1974 avec Nessuno Mai. La chanteuse Gilla, qui fait partie de l'écurie Farian, adaptera la chanson en allemand pour son album. Pour compléter l'album, Frank Farian fait enregistrer au groupe les reprises de Sunny de Bobby Hebb, de No Woman, No Cry de Bob Marley et de la célèbre chanson Fever.

## Liste des chansons
| Face A | Face A                      | Face A | Face A | Face A | Face A | Face A | Face A | Face A | Face A |
| No     | Titre                       | Durée  |        |        |        |        |        |        |        |
| ------ | --------------------------- | ------ | ------ | ------ | ------ | ------ | ------ | ------ | ------ |
| 1.     | Daddy Cool                  | 3:26   |        |        |        |        |        |        |        |
| 2.     | Take the Heat off Me        | 4:47   |        |        |        |        |        |        |        |
| 3.     | Sunny                       | 4:05   |        |        |        |        |        |        |        |
| 4.     | Baby Do You Wanna Bump (en) | 6:53   |        |        |        |        |        |        |        |
| 19:11  |                             |        |        |        |        |        |        |        |        |

| Face B | Face B               | Face B | Face B | Face B | Face B | Face B | Face B | Face B | Face B |
| No     | Titre                | Durée  |        |        |        |        |        |        |        |
| ------ | -------------------- | ------ | ------ | ------ | ------ | ------ | ------ | ------ | ------ |
| 1.     | No Woman, No Cry     | 4:59   |        |        |        |        |        |        |        |
| 2.     | Fever                | 4:00   |        |        |        |        |        |        |        |
| 3.     | Got a Man on My Mind | 3:25   |        |        |        |        |        |        |        |
| 4.     | Lovin' or Leavin'    | 4:29   |        |        |        |        |        |        |        |
| 16:53  |                      |        |        |        |        |        |        |        |        |

## Singles
| Année | Face A                        | Face B                         | Label         | Référence | Pays        |
| ----- | ----------------------------- | ------------------------------ | ------------- | --------- | ----------- |
| 1975  | Baby Do You Wanna Bump Part I | Baby Do You Wanna Bump Part II | Hansa Records | 13834 AT  | Allemagne   |
| 1976  | Daddy Cool                    | No Woman No Cry                | Hansa Records | 16959 AT  | Allemagne   |
| 1976  | Daddy Cool                    | No Woman No Cry                | Carrère       | 49226     | France      |
| 1976  | Daddy Cool                    | No Woman No Cry                | WEA/Atlantic  | K 10827   | Royaume-Uni |
| 1976  | Sunny                         | New York City                  | Hansa Records | 17459 AT  | Allemagne   |
| 1976  | Sunny                         | New York City                  | Carrère       | 49245     | France      |
| 1976  | Sunny                         | New York City                  | WEA/Atlantic  | K 10892   | Royaume-Uni |
| 1976  | Take the Heat off Me          | Lovin' Or Leavin'              | Hansa Records | 11326 AT  | Allemagne   |
| 1976  | Got A Man On My Mind          | Perfect                        | Hansa Records | 11327 AT  | Allemagne   |

## Classements
L'album a été classé dans le top 40 au Royaume-Uni, et a atteint la seconde place du top en Norvège et la première en Suède.
Daddy Cool s'est classé 6e du top au Royaume-Uni et fut premier des tops en Norvège et Suède.
Sunny, s'est hissé à la 3e place du top anglais, la 4e du top norvégien et s'est hissé au sommet du top en Allemagne.

## Fiche de production

### Interprètes
- Liz Mitchell – chant
- Marcia Barrett – chant
- Frank Farian – chant

### Musicien additionnel
- Gary Unwinn - Guitare basse
- Keith Forsey - Batterie
- Nick Woodland - Guitare
- Thor Baldursson - Piano

## Versions
Daddy Cool a été remixé maintes fois, notamment en 1986 pour les dix ans du groupe. Le reunion remix pour l'album Greatest Hits of All Times paru en 1988, ainsi qu'en 2000 pour l'album 20th century hits (no 47 en Allemagne), et pour l'album Greatest Hits en 2001 (#47 Royaume-Uni).
Sunny a été remixé pour le Greatest Hits of All Times en 1988, pour le 20th Century Hits de 2000 et pour le Magic of Boney M. en 2006 par Mousse T.

## À noter
Les éditions américaines, anglaises, brésiliennes et japonaises de l'album ne reprennent pas le premier single édité et remplace dès lors Baby Do You Wanna Bump par Help.
La chanson New York City, qui apparaît en face B de Sunny est une version alternative de Help.
L'album a été finalement édité en CD en 1994 et réédité en 2007 avec Perfect et New York City en bonus tracks.